# 東洋宣教団きよめキリスト教会
東洋宣教団きよめ教会（とうようせんきょうかいきよめきょうかい）はプロテスタントのホーリネス系の団体。

## 歴史
1897年 メソジスト教会の伝道者中田重治は、ムーデー聖書学院在学中に聖化の経験を受た。日本帰国後巡回伝道に携わった。1901年 米国で知り合った、チャールズ・E・カウマン夫妻と共に東京神田神保町に中央福音伝道館を開設、あわせて聖書学校を始めた。アーネスト・キルボン、笹尾鉄三郎もこの働きに加わった。
1905年 東洋宣教会という組織を形成した。1917年 福音伝道館全体は、「東洋宣教会日本ホーリネス教会」となった。各地の伝道館は「教会」と称し、超教派的伝道団体から一個の教派になり、中田はその初代監督に就任した。
1933年中田重治監督がイスラエル民族の救いと日本民族の関係を説く特殊な再臨信仰の主張を行った。この中田監督の指導に対し、ホーリネスの伝統的な信仰上同調出来なくなった聖書学院の五教授は、臨時総会で中田を解任した。さらに、中田も五教授を解任して、民事訴訟を起こした。その結果、監督側と委員側（五教授の立場を支持する）に分かれて対立することになった。
1936年　和協分離が成立した。そして、日本ホーリネス教会は五教授の車田秋次を指導者とする「日本聖教会」と中田を終身監督とする「きよめ教会」とに分離した。東洋宣教会きよめ教会は中田の神学の主張を受け継いでいる。
1941年　プロテスタントキリスト教諸派は政府の圧力により、合同して日本基督教団を組織した。日本聖教会はその第六部、きよめ教会は第九部としてこれに加わった。しかし、東洋宣教会きよめ教会は日本基督教団に参加せず、秘密結社の道を歩んだ。戦時中は弾圧され、尾崎喬一らは投獄され、結社禁止処分を受けた。
1946年11月　戦後に、尾崎喬一を主管者として東洋宣教会きよめ教会を再建した。1996年に東洋宣教団きよめキリスト教会と改称した。

## 特徴
- 四重の福音
- イスラエルの民族的救いと日本民族の救いの達成のために祈りをしている。
- 各教会を祈りの家と称している。